# Sarah Tschudin Sutter
Sarah Tschudin Sutter (geboren am 30. Oktober 1976 in Basel) ist eine Schweizer Infektiologin.

## Leben
Tschudin Sutter wurde 2003 an der Universität Basel promoviert. Von 2011 bis 2013 war sie am Johns Hopkins Hospital in Baltimore tätig und absolvierte einen Master of Science an der Johns Hopkins Bloomberg School of Public Health. 2014 wurde sie Privatdozentin an der Universität Basel. Von 2015 bis 2019 war sie die Leitende Ärztin des Konsiliardienstes der Klinik für Infektiologie & Spitalhygiene des Universitätsspital Basel. Seit 2015 leitet sie zudem ihre eigene Forschungsgruppe. 2018 erhielt sie an der Universität Basel und am Universitätsspital Basel eine Tenure-Track-Professur für Infektionsepidemiologie. Von 2020 bis 2023 war sie Leiterin der Abteilung Spitalhygiene und stellvertretende Chefärztin der Klinik für Infektiologie & Spitalhygiene des Universitätsspitals Basel. Im Februar 2023 wurde sie ordentliche klinische Professorin an der Medizinischen Fakultät der Universität Basel. Von April 2023 bis Mai 2024 war sie Chefärztin ad interim der Klinik für Infektiologie & Spitalhygiene sowie Leiterin der Abteilung Spitalhygiene des Universitätsspitals Basel. Seit Juni 2024 ist sie in Co-Leitung mit Nina Khanna Chefärztin der Klinik für Infektiologie am Universitätsspital Basel und leitet als Chefärztin die Abteilung Infektionsprävention und -kontrolle.
Tschudin Sutter leitete ab 2020 die Expertengruppe Infektion, Prävention und Kontrolle der Swiss National Covid-19 Science Task Force. Nach der Auflösung der Task Force im März 2022 wurde sie Teil des wissenschaftlichen Beratungsgremiums, das auf die Task Force folgte.

## Forschung
Tschudin Sutter forscht als klinisch tätige Infektiologin zu Infektionsprävention und -kontrolle. Ein Schwerpunkt ihrer Forschung betrifft die Ausbreitung multiresistenter Keime in Spitälern. So untersuchte sie Abwasserproben, um den Infektionswegen ESBL-produzierender Enterobacterales auf die Spur zu kommen. Zudem entwickelte sie eine Drei-Schritte-Methode zur Händedesinfektion, da die von der WHO vorgeschlagene Sechs-Schritte-Methode zur Händedesinfektion für den Spitalalltag zu kompliziert sei. Die neue Methode liefert vergleichbare Resultate und wurde am Universitätsspital Basel eingeführt.